# مقاطعة بايك (إنديانا)
مقاطعة بايك (بالإنجليزية: Pike County, Indiana)‏ هي إحدى مقاطعات ولاية إنديانا في الولايات المتحدة. تأسست سنة 1816، بلغ عدد سكانها 12845 نسمة في عام 2010 حسب إحصاء مكتب تعداد الولايات المتحدة وتصل الكثافة السكانية فيها 15 نسمة/كم2.

## تاريخ
تم تأسيس مقاطعة بايك (إنديانا) في ال21 من ديسيمتر سنة 1816, مقاطعة بايك كانت المقاطعة الأولى التي تم انشائها بعد ان أصبحت إنديانا ولاية.

## جغرافيا
حسب مكتب تعداد الولايات المتحدة وتعداد الولايات المتحدة 2010, تقع المقاطعة على مساحة كلية من 883,40 كيلومتر مربع(341,09 ميل مربع), منها 865.70 كيلومتر مربع(334.24 ميل مربع) أو 97.99% منها هي ارض صلبة، و 17.80 كيلومتر مربع(6.86 ميل مربع) منها هي مياه.

## الطقس والمناخ
خلال السنوات الأخيرة، تراوحت درجات حرارة في بيتسبورغ بين الاسفل 21 فهرنهايت(-6 سيلسوس) في يناير (شهر) واعلاها في شهر يوليو حيث تصل درجة الحرارة إلى 87 فهرنهايت(31 سيلسيوس).

## التركيبة السكانية
حسب تعداد الولايات المتحدة 2010, فأنه كان هنالك 12,845 نسمة، 5,186 منزل، و 3,645 أسرة يسكنون في المقاطعة.

## وصلات خارجية
- United States Counties